# テレビ朝日系列火曜夜7時台枠のアニメ
テレビ朝日系列火曜夜7時台枠のアニメ（テレビあさひけいれつかようよるしちじだいわくのアニメ）は、過去にテレビ朝日系列で毎週火曜19時00分 - 19時30分および19時30分 - 20時00分（JST）に放送されていたアニメの作品一覧である。

## 概要
2009年9月8日に終了した『学べる!!ニュースショー!』に代わり同年10月13日より放送開始した枠として放送された『火曜アニメタイム!』（2010年7月6日より『火アニ＋』に改題。）で、火曜19時00分 - 19時30分の枠でアニメを放送するのは1989年3月枠移動の『エスパー魔美』以来20年ぶり、火曜19時30分-19時54分の枠では1985年3月19日放送終了の『オヨネコぶーにゃん』以来25年ぶりとなる。

## 歴史

### 前半枠&1時間枠
- 前半枠は、1963年1月1日（奇しくもフジテレビ系列『鉄腕アトム』の開始した日）に後半枠で開始し、1ヶ月後に前半枠へ移動した海外作品『バックス・バニー劇場（第2期）』（毎日放送制作）が最初だが、国産作品はずっと後になり、1975年4月の腸捻転解消を目前に控えた同年1月7日につなぎ番組として開始した『まんが日本昔ばなし』（第1期。なお終了して9ヶ月後にTBS系列で第2期を放送）が最初だった。
- 腸捻転解消後は後半枠から『カリメロ』（第1作）が移動したのに伴い、NET→テレビ朝日に制作が移動し、アニメを継続するが、特撮番組のため度々中断した。そして1980年4月15日には枠を1時間に拡大し、アニメ回顧番組『人気アニメ大行進→夏休み人気アニメ大行進』を放送した。
- 1980年9月2日に、藤子作品『怪物くん』をこの枠でリバイバル、ヒットとなる。そして1985年4月2日から枠を再び拡大して、『藤子不二雄ワイド』を放送した。
- 1987年10月から、平日19:20 - 20:00にニュース番組『ニュースシャトルANN』が設置されたのに伴い、『藤子不二雄ワイド』から『エスパー魔美』を独立させ、18:50 - 19:20枠で放送するが、1989年4月に『ニュースシャトル』が18:00 - 18:50枠に移動したのに伴い、木曜19:30に移動、以後この枠は1時間のバラエティや時代劇を長期に渡り放送していたが、2009年10月13日に、それまでテレビ東京系列で放送されていたディズニー作品『スティッチ!』を『火曜アニメタイム!』枠で、『スティッチ! 〜いたずらエイリアンの大冒険〜』と改題してこの枠に移動した。
- 2010年6月29日をもって『スティッチ! 〜いたずらエイリアンの大冒険〜』が終了。7月6日から枠名を『火アニ＋』に変更され、新作アニメの新シリーズ『スティッチ! 〜ずっと最高のトモダチ〜』がスタート。2010年7月からは前半枠の放送時間が19時27分までとなり3分短縮となる。

### 後半枠
- 後半枠は前述の通り、1963年1月1日開始の『バックス・バニー劇場』が最初。その後は中断を置きながら『少年忍者風のフジ丸』や海外作品を放送するが、1966年10月より映画番組や特撮番組のため、長期の中断となる。
- 1974年10月15日から『カリメロ』（第1作）を開始して再開、そして1975年4月の腸捻転解消で『カリメロ』が前半枠に移動すると、この枠は朝日放送制作枠となり、名作アニメ（1977年の『女王陛下のプティアンジェ』はオリジナル作品）を放送するが、1979年3月終了の『星の王子さま プチ・プランス』で中断することとなる（朝日放送制作アニメは終了）。
- 1983年3月1日からは、『愛してナイト』でアニメは再開するが、約2年で30分アニメは終了し、前述の『藤子不二雄ワイド』をヒットさせる。以後は『ニュースシャトル』や1時間番組となった。
- 2009年10月13日より『火曜アニメタイム!』として新たに設置されたことを受けて放送されることになり、上述の『スティッチ!』と共に『怪談レストラン』が開始となり、2010年6月8日まで放送された。2010年7月からは『火アニ＋』から放送時間を早く拡大した19時27分 - 19時54分枠として『デジモンクロスウォーズ』が開始。

### 枠解消
2011年4月に『トリハダ㊙スクープ映像100科ジテン』が本枠の後に放送開始されることが決定（再びバラエティ枠になる）し、2011年3月8日の放送をもって『火アニ＋』は終了しており、19:00枠の『スティッチ!』は最終回を迎え、19:27枠の『デジモンクロスウォーズ』は4月3日から『デジモンクロスウォーズ〜悪のデスジェネラルと七つの王国〜』に改題して日曜6:30枠に移動する。これによりテレビ朝日の19時枠のアニメは、1年半ぶりに『ドラえもん』と『クレヨンしんちゃん』（クロスネット局の福井放送とテレビ宮崎を除く）のみとなり、火曜日ゴールデンタイム放送のアニメは再び消滅した。

## 作品リスト
『人気アニメ大行進→夏休み人気アニメ大行進』（出演：山崎唯、久里千春、山崎リナ、永井一郎）は、過去放送されたテレビ朝日&東映動画作品（現：東映アニメーション。まれに東映本社&外部プロ作品も）を振り返る、バラエティ形式の番組で、厳密にはアニメとは言えないが、便宜上ここに紹介する。

### 前半枠

#### 19時00分 - 19時30分（第1期）
- バックス・バニー劇場（第2期）（1963年2月5日 - 10月8日） - 19:30より移動。海外作品。毎日放送配給。

※アニメ中断。この間はお笑い番組（『丹下左膳<大村崑版>』など）、明色化粧品（桃谷順天館）単独提供のバラエティ番組（『明色ものまね歌合戦』など）、歌謡バラエティ番組『青春ライバルマンション』（複数社提供）を放送（いずれも毎日放送制作）。
- まんが日本昔ばなし（第1期）（1975年1月7日 - 3月25日） - 毎日放送制作。ネットチェンジ後、1976年1月からTBS系列土曜19時00分枠で再開。
- カリメロ（第1作）（1975年4月1日 - 9月30日） - 19:30より移動。これよりNET→テレビ朝日制作。

※アニメ中断。この間は特撮番組（『アクマイザー3』→『超神ビビューン』）を放送。
- 氷河戦士ガイスラッガー（1977年4月12日 - 8月30日） - 本作放送開始と同時期にテレビ朝日に社名変更。

※アニメ中断、この間は特撮番組（『冒険ファミリー ここは惑星0番地』）、つなぎ番組（『'78怪奇と驚異大特集』）を放送。
- 宇宙海賊キャプテンハーロック（1978年3月14日 - 1979年2月13日。この後2週に渡って『サイボーグ009前夜祭 アニメでフィーバー!』を放送）
- サイボーグ009（第2作）（1979年3月6日 - 1980年3月25日）

#### 19時00分 - 20時00分（第1期）
- 人気アニメ大行進→夏休み人気アニメ大行進（1980年4月15日 - 8月26日）

#### 19時00分 - 19時30分（第2期）
- 怪物くん（第2作）（1980年9月2日 - 1982年9月28日）
- フクちゃん（1982年11月2日 - 1984年3月27日）
- オヨネコぶーにゃん（第1期）（1984年4月3日 - 10月23日）
- 名探偵ホームズ（1984年11月6日 - 1985年3月） - 月曜19:00に移動。

#### 19時00分 - 20時00分（第2期）
- 藤子不二雄ワイド（1985年4月2日 - 1987年9月22日）

#### 18時50分 - 19時20分
- エスパー魔美（1987年10月20日 - 1989年3月） - 『藤子不二雄ワイド』から独立。木曜19:30に移動。

※アニメ中断、1時間のバラエティ番組と時代劇を放送。

### 後半枠

#### 19時30分 - 20時00分
- バックス・バニー劇場（第1期）（1963年1月1日 - 1月29日） - 海外作品。毎日放送制作。19:00に移動。

※アニメ中断、この間は単発番組や音楽番組などを放送。
- 少年忍者風のフジ丸（1965年1月12日 - 8月31日） - 日曜18:30より移動。

※アニメ中断、この間はスポーツドラマ（『くらやみ五段』）を放送。
- 怪力アント（Atom Ant）（1966年3月8日 - 7月19日） - 海外作品。
- 秘密探偵クルクル（1966年7月26日 - 9月27日） - 土曜19:00に移動。海外作品。

※アニメ中断、この間は映画番組（『火曜映画劇場』。枠は19:30 - 20:55）、特撮番組（『イナズマン』→『イナズマンF』）を放送。
- カリメロ（第1作）（1974年10月15日 - 1975年3月18日） - 19:00に移動。
- みつばちマーヤの冒険（1975年4月1日 - 1976年4月20日） - ここから朝日放送制作。
- ピコリーノの冒険（1976年4月27日 - 1977年5月31日）
- シートン動物記 くまの子ジャッキー（1977年6月7日 - 12月6日）
- 女王陛下のプティアンジェ（1977年12月13日 - 1978年6月27日）
- 星の王子さま　プチ・プランス（1978年7月4日 - 1979年3月27日） - ここまで朝日放送制作。

※30分アニメ中断、この間は音楽番組（『歌謡ワイド速報!!』。枠は19:30 - 20:54）、スポーツドラマ（『けっぱれ!大ちゃん』）、『（夏休み）人気アニメ大行進』、ファミリードラマ（『ハウスこども劇場シリーズ』）を放送。
- 愛してナイト（1983年3月1日 - 1984年1月24日）
- 夢戦士ウイングマン（1984年2月7日 - 1985年2月26日）
- オヨネコぶーにゃん（第2期）（1985年3月5日 - 3月19日）

※30分アニメ中断、『藤子不二雄ワイド』、ニュース番組（『ニュースシャトルANN』）、バラエティ&時代劇を放送。

## 火曜アニメタイム!（19時00分 - 19時54分）

### 第一部（19:00 - 19:30）
- スティッチ! 〜いたずらエイリアンの大冒険〜（2009年10月13日 - 2010年6月29日）

### 第二部（19:30 - 19:54）
- 怪談レストラン（2009年10月13日 - 2010年6月8日）

## 火アニ＋（19時00分 - 19時54分）

### 第一部（19:00 - 19:27）
- スティッチ! 〜ずっと最高のトモダチ〜（2010年7月6日 - 2011年3月8日）

### 第二部（19:27 - 19:54）
- デジモンクロスウォーズ（2010年7月6日 - 2011年3月8日） [1]